# Ostara

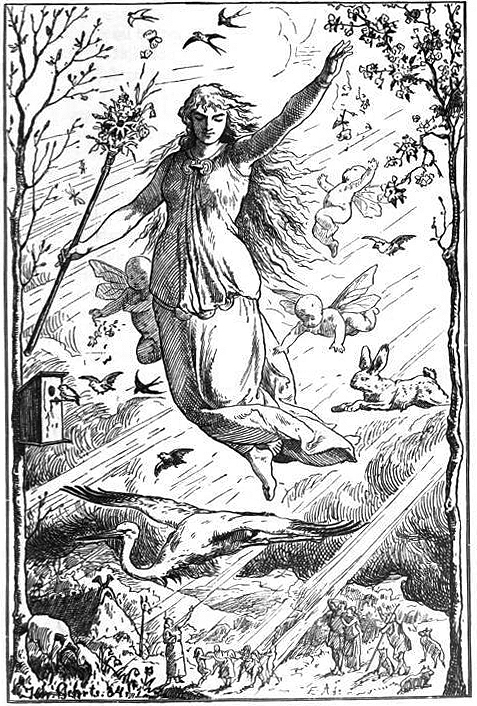
"Ostara" – Johannes Gehrts illusztrációja

Ostara ősi kelta ünnep. Angolszász megfelelője az Eostre . A magvetés ideje, a fák, a tavaszi nap-éj egyenlőség ünnepe. Az igazi tavasz első napja. Március 19. és 21. közé esik. A kereszténység Jézus feltámadásának ünnepévé tette, ami lényegében a tavasz, a természet újjáéledésének metaforája. Az ünnep pogány nevéből alakult ki a mai easter szó, ami az angolban a húsvétot jelöli.
A druidák és a hívek a termékenység istennőjét köszöntötték ezen a napon.
Hitük szerint az istennő termékennyé teszi a Földet, felébreszti őt mély álmából, az istenség pedig segít fölnevelni, érlelni a termést. Járja a zöldülő mezőket, öröme telik a természet bőségében.
Ostara hiedelemvilágához szervesen hozzátartozott a nyúl mint jelkép, vélhetően a szaporaság és a tavasz kapcsolata miatt, valamint a tojás mint az új élet megtestesülése. A pogány ünnepléshez kapcsolódott a tűzgyújtás, továbbá a tojásfestés mint ünnepi tevékenység, ami mára a húsvét ünnepkörének lett fontos része. A színes tojásokat tojó nyúl, valamint a gyerekek tojáskeresése is megjelenik Ostarával kapcsolatban. Beda Venerabilis középkori történetíró szerint a kelta hagyomány úgy tartotta, hogy az istennő a gyerekek szórakoztatására kedvenc madarát nyúllá változtatta, ám az hamarosan színes tojásokat kezdett tojni, amiket a gyerekeknek ajándékozott.